# 七つの燈臺の點燈者の神示
七つの燈臺の點燈者の神示（ななつのとうだいのてんとうしゃのしんじ、七つの灯台の点灯者の神示）は、生長の家の谷口雅春が1931年（昭和6年）9月から受けたとする神示の総称。全部で33ある。人間は本来金剛不壊、実相円満な神、仏の子にはじまり、最終的に日本の国のあり方を説く。『生命の実相』にも幾つか引用されている。
大調和の神示では「汝ら天地一切のものと和解せよ」と天地一切のもの、特に親・先祖・子孫・上司・部下・皇恩・神に感謝する様に説く。特に親に感謝する事を重視し、親に感謝しない者は神を感謝しても神の心にかなわないと説く。神は天地一切のものと感謝し調和したところに顕れるとも説く。「黴菌（ばいきん）に冒されるのは和解していない証拠」と説く箇所もある。